# Liburne

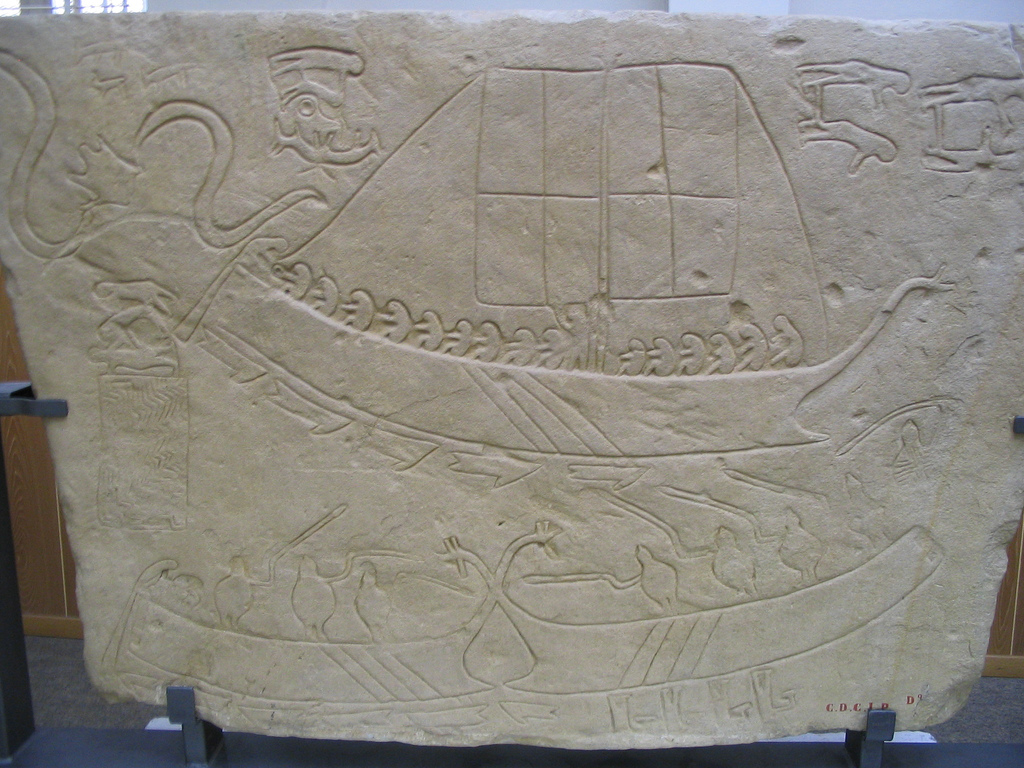
Bataille navale entre liburnes et flotte picénienne selon les tablettes de Novilara :

La liburne (du latin liburna ; en grec ancien λιβυρνίς / liburnís) est un type de bateau léger qui tire son nom de la Liburnie, province dalmate. Les premières liburnes étaient similaires au pentécontère, avec un rang de vingt-cinq rameurs de chaque côté. À la fin de la République romaine la liburne était devenue une birème, plus légère et rapide qu'une trirème.
Un texte de l'Antiquité tardive intitulé De rebus bellicis décrit une liburne automotrice mue par des roues à aubes actionnées par des bêtes à cornes, cependant son existence fait débat car aucune fouille archéologique n'en a jamais exhumé.

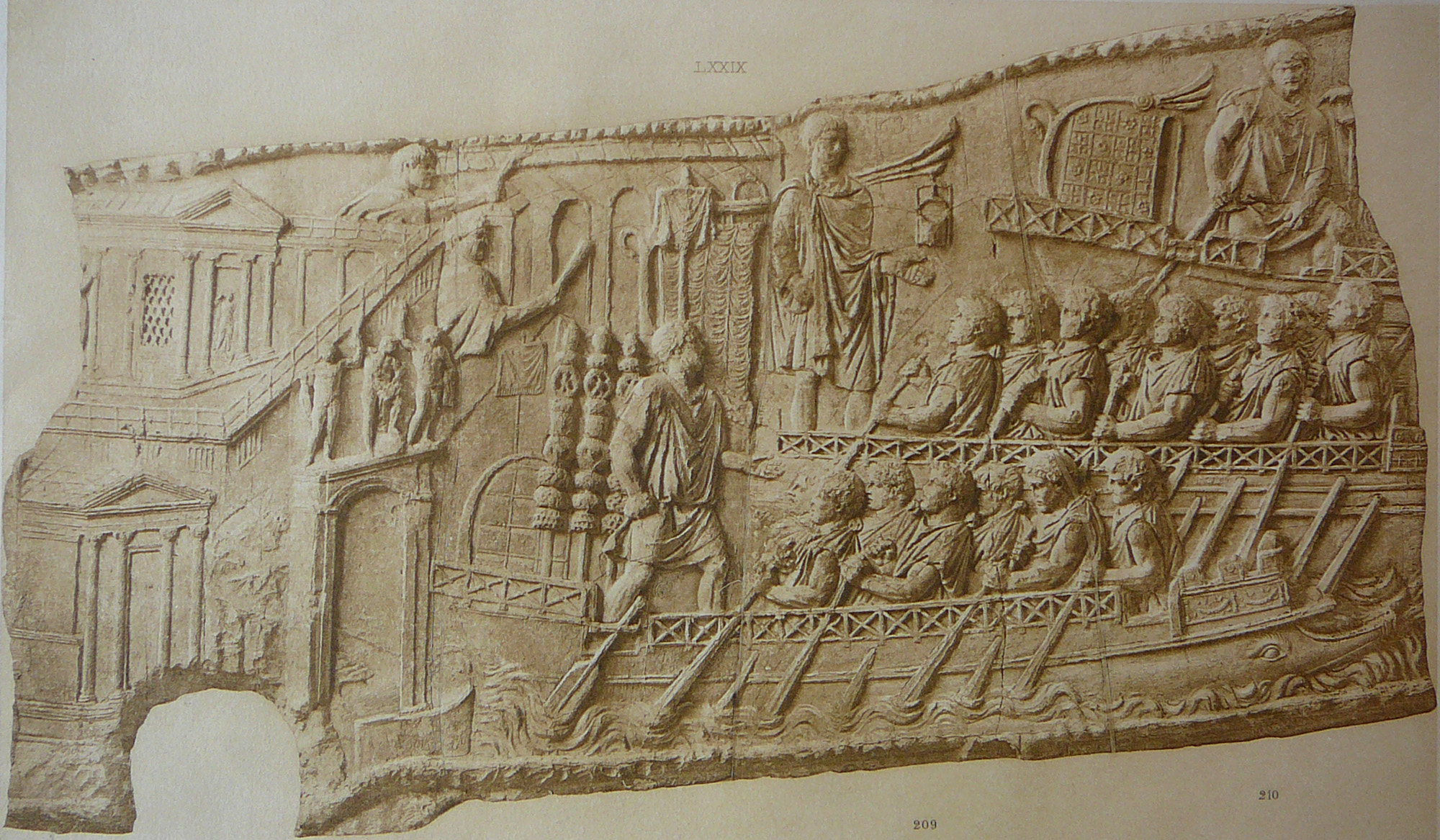
Birèmes romaines, sans doute des liburnes, appartenant à la flotte du Danube pendant les Guerres daciques de Trajan.

## Histoire
Après les guerres puniques, les Romains construisent des bateaux légers et rapides, dont la liburne, sur le modèle des bateaux des pirates illyriens, les lemboi (ou lembi en latin), tout en abandonnant le portant (apostis). Après la bataille d'Actium, elle devient le modèle standard utilisé par la marine romaine pour la reconnaissance et le raid.
Végèce donne sommairement les principes de construction des liburnes et de la coupe des bois. À son époque le mot liburne est devenu un terme générique pour désigner tout navire de guerre ; les liburnes ont de un à cinq rangs de rameurs. Des navires légers de vingt rameurs les pilotent et servent à la reconnaissance navale : ils sont camouflés (littéralement picati ou « peints ») en couleur vert océan.

## Description
La différence entre les liburnes et les autres navires de guerre tels que les trirèmes, quadrirèmes et quinquérèmes ne réside pas tant dans le nombre de rang de rameurs que dans sa conception même,
Une liburne mesurait une trentaine de mètres de long et cinq mètres de large. Les deux rangs de 18 rameurs pouvaient faire atteindre au navire une vitesse de 7 nœuds, et même 14 en naviguant à la voile. 

## Liburne automotrice

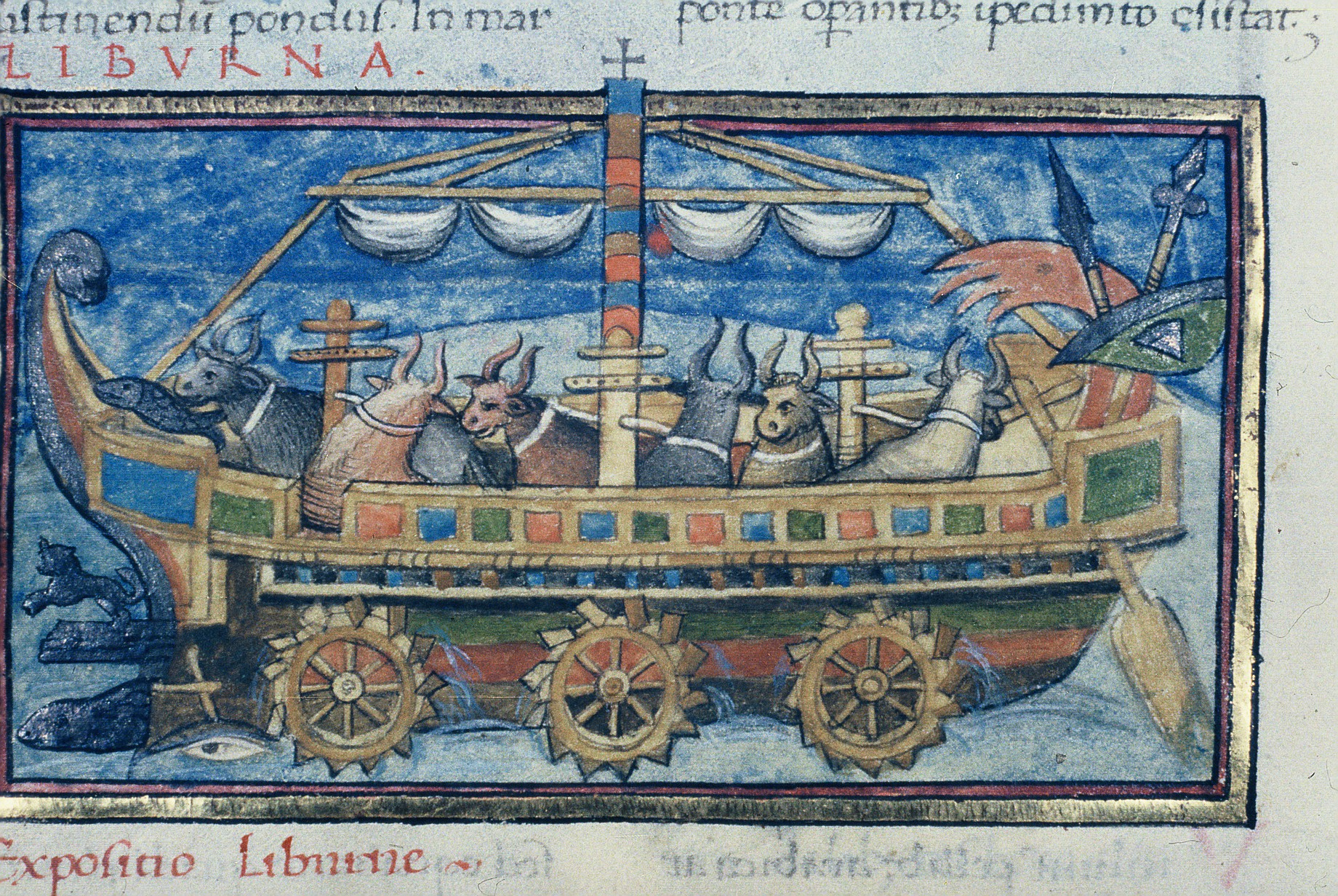
Liburne automotrice, De rebus bellicis.

La liburne automotrice est un type de navire antique qui aurait été utilisé par la marine romaine durant les derniers siècles d'existence de l'Empire romain d'Occident. Sa caractéristique principale est de se mouvoir grâce à des roues à aubes actionnées par des bœufs embarqués dans le bateau. Aucune telle liburne n'a jamais été retrouvée mais l'invention est mentionnée dans le De rebus bellicis, manuscrit anonyme datant de la fin du IVe siècle ou du début du Ve siècle. Si l'on excepte le cas de ce navire, les premiers bateaux se déplaçant au moyen de roues à aubes datent hypothétiquement de la Chine du XIIe siècle, et de manière certaine des travaux de Denis Papin au XVIIe siècle, tandis que leur généralisation ne remonte qu'au XIXe siècle, lorsque Robert Fulton fait naviguer sur la Seine le premier navire à vapeur.

### La liburne automotrice dans leDe rebus bellicis
La liburne automotrice n'est décrite que dans une seule source dont l'auteur est inconnu mais a probablement fait partie de l'administration impériale. Plusieurs hypothèses ont été émises quant à la date d'écriture du manuscrit: 
- au XIVe siècle, hypothèse aujourd'hui rejetée par la communauté scientifique ;
- au VIe siècle pendant le règne de Justinien, hypothèse aujourd'hui également rejetée ;
- à la fin du IVe siècle et vraisemblablement avant la bataille d'Andrinople, hypothèse aujourd'hui majoritairement retenue par les historiens.

Le contenu du texte est connu via quatre manuscrits datant des XVe et XVIe siècles, eux-mêmes étant des copies d'un manuscrit plus vieux datant sans doute du Xe siècle.
Le texte antique était illustré selon les dires de son auteur, et ces illustrations ont été conservées lors des copies successives. L'image de la liburne automotrice présente dans les manuscrits parvenus jusqu'à aujourd'hui n'est donc probablement pas anachronique.

### Débat sur l'existence de la liburne automotrice dans l'Antiquité

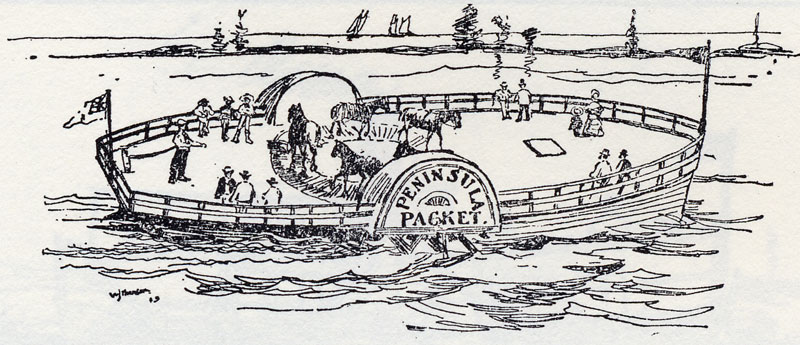
Horse boat à Toronto, Canada, années 1840.

La liburne automotrice a longtemps été considérée comme une fabulation antique, que l'invention de la machine à vapeur près de 1 500 ans plus tard aurait finalement rendue possible. En effet aucun autre témoignage d'époque ne vient accréditer la thèse d'une utilisation ne serait-ce que d'un seul tel navire à l'époque romaine. De plus les manèges d'animaux sur des engins flottants ne sont pas attestés avant l'époque contemporaine.
Cependant les roues à aubes et les manèges d'animaux sont très répandus à cette époque, l'invention du moulin à eau (dont le mécanisme est très semblable à celui d'une roue à aubes) à Rome remontant au Ier siècle. De plus, l'utilisation de roues à aubes montées sur des navires et utilisées comme compteurs marins est attestée par Vitruve et Héron d'Alexandrie à cette même époque. Les sources archéologiques révèlent aussi l'usage d'engrenages dans l'Empire romain.

### Modélisation et reconstitution
Une modélisation de la liburne automotrice a été entreprise, en prenant comme dimension 35,5 mètres de long et 7,5 mètres de large, ce qui laisse de la place pour trois roues à aubes de chaque côté, soit six roues actionnées par trois manèges de deux bœufs. Les calculs effectués à partir de la puissance fournie par un bœuf permettent de penser qu'un tel navire aurait pu atteindre une vitesse moyenne de 5 nœuds et une vitesse d'éperonnage de 8 nœuds. Le mécanisme aurait donc été envisageable à l'époque romaine.

### Abandon de la propulsion par roue à aubes
Si tant est que la liburne automotrice ait réellement existé à l'époque romaine, elle n'a pas été utilisée plus de quelques siècles. Cela peut s'expliquer par la vulnérabilité des roues à aubes lors d'un combat naval (leur utilisation à usage militaire durant l'époque moderne a d'ailleurs très vite fait place à celle d'hélices) ; de plus, le navire décrit dans le De rebus bellicis n'était sans doute pas adapté à la navigation en haute mer, et devait rester cantonné aux fleuves et aux rivières.